# Парапарауму
Парапарауму (англ. Paraparaumu) — город в новозеландском регионе Веллингтон, расположенный примерно в 50 км к северу от столицы страны, Веллингтона. Согласно переписи населения 2006 года, численность населения Парапарауму составляла 25 263 человека.

## Название
В переводе с языка маори название города переводится как «остатки из земляной печи». Местные жители предпочитают использовать укороченное название — «Para-Param» или просто «Pram».

## География
Вместе с поселением-спутником, Парапарауму-Бич, расположенным напротив острова Капити, Парапарауму образует город, являющийся частью округа Капити-Кост.

## История
Коренными жителями района, в котором расположен город Парапарауму, являются местные маори. Первыми европейцами, побывшими в этой местности, стали китобои. Впоследствии Парапарауму стал популярным местом отдыха для обеспеченных жителей Веллингтона.
До 1974 года Парапарауму был частью округа Капити-Райдинг, находившимся под управлением совета графства Хатт. Впоследствии ему был предоставлен статус боро, а в 1989 году — статус округа.

## Население
Вместе с близлежащими поселениями Раумати-Бич и Раумати-Саут Парапарауму — одно из самых быстрорастущих поселений Новой Зеландии, являющийся городом-спутником Веллингтона. В 2006 году в городе проживало свыше 25 тысяч человек.